# Refúgio Elisabetta
O refúgio Elisabetta, como é conhecido o refúgio cujo nome completo em italiano é Rifugio Elisabetta Soldini Montanaro, fica a 2 195 m na comuna de Courmayeur, da Itália, no maciço do Monte Branco. Foi construído em 1953 e ampliado em 1983 e é propriedade do Clube alpino italiano.

## Acesso
O acesso muito fácil é feito a partir de vale Veny e por La Visaille

## Características
- Altitude; 2,195 m
- Capacidade; 72 lugares durante a estação alpina, e 21 lugares de inverno sem o guarda.
- tempo do percurso; duas horas

## Ascensões
O refúgio é o ponto de partida para as Agulha de Tré-la-Tête e Agulha dos Glaciares